# Shāhābād (ort i Indien, Haryana)
Shāhābād är en ort i Indien.   Den ligger i distriktet Kurukshetra och delstaten Haryana, i den norra delen av landet, 170 km norr om huvudstaden New Delhi. Shāhābād ligger 268 meter över havet och antalet invånare är 39 323.
Terrängen runt Shāhābād är mycket platt. Runt Shāhābād är det tätbefolkat, med 613 invånare per kvadratkilometer. Det finns inga andra samhällen i närheten. Trakten runt Shāhābād består till största delen av jordbruksmark.